# Ковчежникът
Ковчежникът е член на факултета на Невидимият университет в романите за Светът на диска на Тери Пратчет.
Заема поста си след смъртта на предишния ковчежник в Магизточник. Името му е Професор А.А. Динуидъл, ДМ (7-и), Д.Тау., Б.Ок, М.Кол., но както повечето членове на факултета, най-често се обръщат към него с името на поста му.
 Внимание:  Текстът по-долу разкрива сюжета на произведението (или части от него)!
Ковчежникът е тиха и необщителна натура и поема работата на университетски касиер, защото има афинитет към числата, а и от всички постове във факултета за този има най-малко конкуренция (клоняща към нула). Той очаква да прекара остатъка от живота си като кротко пресмята редове от числа. Скоро след като Ковчежникът заема поста си, за Архиканцлер на Невидимия университет е назначен Муструм Ридкъли. Непоправимата вградена енергичност на Ридкъли и склонността му да крещи в лицата на подчинените си докарват ковчежникът, чиято представа за вълнение се изчерпва с рохко сварено яйце, до почти напълна лудост. В границите на нормалността го поддържат единствено експериментални дози хапчета от сушени жаби, въпреки че ефектът често е далеч от желания. Хапчетата са всъщност силни халюциногени, като идеята е, че с правилна дозировка те биха го накарали да си въобрази, че е нормален. Неправилна доза обаче би могла да го докара до кататония и дизорганизирана шизофрения или в ума му да се зароди вярата, че може да лети (което е сериозен проблем, тъй като при магьосниците вярата лесно се превръща в реалност).
Ковчежникът е добър сърфист (Последният континент) и има ясно изразен талант да оцелява (Господари и господарки и Науката на Светът на Диска I и II част). Колкото и далеч от реалност да се намира обаче той винаги запазва умението си да борави с числа (всъщност той е вероятно единственият човек в Света на Диска, който умее да борави с въображаеми числа – все пак повечето от нещата, с които е добре запознат са въображаеми). Хексът временно прихваща състоянието на Ковчежника след „диалог“ с него. Архиканцлерът обаче се справя с проблема като убеждава задвижваната от мравки мислеща машина, че са ѝ изписани „МНОГУ ХАПЧИТЪ ОТ СУШЕНИ Ж1/4БИ“
Лудостта на Ковчежника е станала нарицателно в Анкх-Морпорк; „Да поковчежя“ = „Да полудея“
Спорен е въпоса относно положителните странични ефекти от уникалното умствено състояние на Ковчежника. Способен е да се справя с озадачаващи и меко казано опасни ситуации без да му мигне окото, но от друга страна съвсем обичайни части от ежедневието, като това Ридкъли да стреля с арбалета си по мишена поставена над стола му, го изправят на ръба). Същото важи и за способността му да извършва същински подвизи на остроумието и находчивостта. Примерно да се затвори в сейфа на Университета, като по някакъв начин упее да вмъкне вътре със себе си и единствения ключ за него или да се заключи в стая, която дори няма ключалка).